# Sofroniusz I (patriarcha Jerozolimy)
Sofroniusz Jerozolimski (stgr. Σωφρόνιος, łac. Sophronius; ur. ok. 560 w Damaszku, zm. 11 marca 638) – patriarcha Jerozolimy, święty katolicki i prawosławny, biskup, pisarz chrześcijański.

## Życiorys
Współcześnie utożsamia się postać Sofroniusza Jerozolimskiego z Sofroniuszem Sofistą. W rodzinnym Damaszku nauczał retoryki, lecz później powędrował do Palestyny, by rozpocząć życie mnisze. Przebywał w Nowej Ławrze, potem w klasztorze św. Teodozjusza. W towarzystwie przyjaciela Jana Moschosa odwiedził mnichów w Egipcie i udał się do Rzymu. Dalszą działalność i zaangażowanie w spory teologiczne nastąpiły po jego powrocie na Wschód (po śmierci Moschosa w 619 r.). Patriarcha Jerozolimy w latach 634–638. Autor 23 zachowanych ód o treści dogmatycznej pisanych anakreontykami oraz kazań, m.in. o tematyce mariologicznej. Jego twórczość hagiograficzna obejmuje m.in. żywoty Egipcjan św. Jana i Cyrusa (Enkominion). Z Janem Moschosem był współautorem dzieła „Żywot Jana Jałmużnika”. Jako jeden z pierwszych sprzeciwił się nauczaniu patriarchy Konstantynopola Sergiusza, który, pragnąc zażegnać spór o monoenergizm, sformułował teorię monoteletyzmu – jednej woli Jezusa Chrystusa. Był autorem Synodica (633 lub 634) i Florilegium. Sofroniusz wysłał do Rzymu do papieża Honoriusza I list podkreślający istnienie dwóch woli w Jezusie.
Wymieniany w Martyrologium Rzymskim i synaksariach w dzienną rocznicę śmierci, wspominany jest 11 marca.

## Przekłady w języku polskim
- Kazanie, w: ks. Szczepan Pieszczoch, Patrologia, t.2: Ojcowie mówią, Gniezno 1994, ss.234–235.
- Kazanie 3 (fragment), przeł. F. Kołoniecki, w: Kazania i homilie na święta Pańskie i Maryjne, red. L. Gładyszewski, Lublin 1976, ss.91–94.
- Pokłon magów ( pokłon mędrców), przeł. M. Bednarz, w: Światła ekumeny. Antologia patrystyczna, oprac. Andrzej Bober, Kraków 1965, ss.530–532.